# Baderico
Baderico (también Baderich o Boderic) (480-529) fue rey de los turingios junto con sus hermanos Hermanfredo y Berthar tras la muerte de su padre, el rey Basino. Eran hijos de Basino y su esposa Basina.

## Historia
Hermanfredo, instigado por su esposa Amalaberga, derrotó en batalla a Berthar, tras lo cual pidió ayuda al rey Teodorico I de Austrasia para derrotar a Baderico. Teodorico aceptó y juntos derrotaron y mataron a Baderico en 529. De esta forma Hermanfredo se convirtió en el único rey de los turingios.